# Andrej Buškov
Andrej Vasil'evič Buškov (in russo Андрей Васильевич Бушков?; 13 ottobre 1969) è un ex pattinatore artistico su ghiaccio russo, fino al 1991 sovietico, specializzato nel pattinaggio artistico su ghiaccio a coppie.

## Palmarès
GP: Champions Series / Grand Prix

### Con Marina El'cova
| Internazionali                             | Internazionali | Internazionali | Internazionali | Internazionali | Internazionali | Internazionali | Internazionali | Internazionali | Internazionali |
| Evento                                     | 1990–91        | 1991–92        | 1992–93        | 1993–94        | 1994–95        | 1995–96        | 1996–97        | 1997–98        | 1998–99        |
| ------------------------------------------ | -------------- | -------------- | -------------- | -------------- | -------------- | -------------- | -------------- | -------------- | -------------- |
| Giochi olimpici invernali                  |                |                |                |                |                |                |                | 7°             |                |
| Campionati mondiali                        |                |                | 6°             | 3°             | 4°             | 1°             | 2°             | 6°             |                |
| Campionati europei                         |                |                | 1°             |                | 4°             | 4°             | 1°             | R              |                |
| GP Finale                                  |                |                |                |                |                | 2°             | 3°             |                |                |
| GP Cup of Russia                           |                |                |                |                |                |                | 2°             | 1°             | 5°             |
| GP Lalique                                 |                |                |                |                |                |                |                |                | 3°             |
| GP Nations Cup                             |                |                |                |                |                | 1°             | 2°             |                |                |
| GP Skate America                           |                |                |                |                |                | 1°             |                | 1°             |                |
| GP Skate Canada                            |                |                |                |                |                |                | 2°             |                |                |
| Centennial On Ice                          |                |                |                |                |                | 2°             |                |                |                |
| Goodwill Games                             |                |                |                |                | 2°             |                |                |                |                |
| Internationaux de Paris/ Trophée de France |                |                |                | 2°             | 1°             |                |                |                |                |
| NHK Trophy                                 | 4°             | 3°             | 2°             |                | 1°             |                |                |                |                |
| Skate America                              | 1°             |                | 1°             |                | 1°             |                |                |                |                |
| Skate Canada                               |                | 3°             |                |                |                |                |                |                |                |
| Universiadi                                | 1°             |                |                |                |                |                |                |                |                |
| Nazionali                                  |                |                |                |                |                |                |                |                |                |
| Campionati russi                           |                |                | 2°             | 4°             | 1°             | 2°             | 1°             | 1°             | 4°             |
| Campionati sovietici                       | 4°             | 3°             |                |                |                |                |                |                |                |
| R = Ritirati                               |                |                |                |                |                |                |                |                |                |

### Con Yulia Liashenko
| Evento                       | 1987–1988 |
| ---------------------------- | --------- |
| Campionati mondiali juniores | 3°        |